# ハードスタイル
ハードスタイル（英: hardstyle）は、1990年代後半から2000年代初頭にオランダで生まれ、その後ヨーロッパ近隣諸国へ広がった、電子音楽の一種のジャンルである。EDMのスタイルの1つとされることも多い。

## 概要
音楽的特徴は、主にハードスタイルキックと呼ばれる歪んだ様なバスドラムとベースが一体化された攻撃的な音やリバースベースと呼ばれるハードスタイルキックのベースを逆行させた特徴的な音が挙げられる。ハードスタイルは一般的に150BPM〜165BPMといった、電子音楽の中では比較的速めのテンポである。165BPM以上の電子音楽はハードコアとみなされることが多い。
2010年代前後から細分化や他ジャンルとの融合を経て、RawstyleやEuphoric Hardstyleといった様々なサブジャンルが誕生している。
現在、オランダを中心にDefqon.1やQlimaxなどといった多くのイベントが毎年開催されており、日本でも近年ハードスタイルをテーマとしたイベントが活発化している。

## 歴史

### 起源
ハードスタイルの起源は1990年代の最初期にオランダで生まれたガバ(GabberまたはGabba)である。ハードコアテクノとも呼ばれたこの音楽は数多くの社会的、政治的論争、あるいは90年代半ばに生まれた多くのダンスミュージックの台頭によって衰退した。一部の愛聴者や依存者たちによって聴き継がれたガバはハードコアテクノとハッピーハードコアに分裂、その4年後の1998年に、The Prophet、Tuneboy、Dana van Drevenなどの現在では「ハードスタイル界のレジェンド」と呼ばれている少数のオランダ人ミュージシャンが、ガバをハードトランス、ハウス、その他のジャンルのエレクトロニックミュージックとミックスしようとして、一般の人にとってより身近なものとすべくテンポの遅いハードコアテクノとして再生した。この新タイプは130から160BPMとガバより大分遅く、聴きやすいものとなった。また90年代後半から多くのダンスミュージックが高音質化を果たしたように、粗いサウンドが大きな特徴だったこれらのサウンドも高音質化を遂げた。
ハードスタイルは2000年代初頭にオランダのアムステルダムで始まり、ドイツ、ベルギー、フランス、イタリアなどの近隣諸国でも同じ時期に急速に発展、並行して、Qlimaxはハードスタイルを専門とする最初の屋内フェスティバルとなった。 2002年には数多くのレコードレーベルが登場、それらのほとんどはFusionとScantraxxからのものであった。ハードスタイルの曲とアルバムは、2004年にはアルバム「Hardstyle Night」でヨーロッパの音楽ランキングに達し始め、5週間でスイスの音楽ランキングで11位に達した。

## サブジャンル
ハードスタイルにおけるサブジャンルとしては、大まかに分けて「メロディを重視する潮流」と「リズム(具体的にはキックドラム)を重視する潮流」、並びに両者の融合型の3つが挙げられる。ここではそれぞれの特徴について述べる。

### Euphoric Hardstyle
概ね150BPM前後で、美しくアップリフティングなメロディと頻繁にピッチシフトするベースラインが特徴。著名なアーティストはHeadhunterz, Frontliner, Atmozfears, Wasted Penguinzなど。

### Reverse Bass
リバースベースは元々キックの種類を指すものであるが、近年これを主軸においたハードスタイルをリバースベースとしてサブジャンルとして扱われることもある。著名なアーティストはTNTなど。

### Rawstyle
Euphoricと比較してダークなメロディと、非常に攻撃的で騒々しいキックが特徴。Kickrollと呼ばれる、非常に複雑で変則的なリズムをキックによって奏でる奏法が近年の一大トレンドとなっている。著名なアーティストはRadical Redemption, Ran-D, Rebelion, Sub Zero Projectなど。日本では主にBCMが制作している。

### Xtra Raw
Rawstyleの中でも、さらに攻撃性を前面に押し出した楽曲群を指す。Drop(サビ)部分においてはメロディはほとんど用いられず、極端にピッチを高くした「Piep Kick」や独特の残響音を特徴とする「Gated Kick」、レーザー風のエフェクトをかけた「Laser Kick」などの多種多様なキックが用いられる。著名なアーティストはMalice, GPF, Rooler, Sickmode, Krowdexx, Riot Shiftなど。

### Rawphoric
Euphoric HardstyleおよびRawstyleの融合型。メロディはEuphoric寄りであるが、キックが非常に攻撃的でRawstyleの要素を併せ持つもの。Kickrollのテクニックなど、メロディ以外の作曲技法はRawstyleとの共通点が多くみられる。2010年代後半からこうしたスタイルが徐々に増加傾向にある。著名なアーティストはAct of Rage, Digital Punk, Firelite, Hard Driver, Phuture Noizeなど。

### Dubstyle
DubstepとHardstyleの融合型。2010年代前半から登場し、ワブルベースを反転させたものやハードスタイルキックを用いることが多い。

### Psystyle
Psychedelic tranceとHardstyleの融合型。

## イベント
ハードスタイルの歴史的でかつ代表的なフェスの名を挙げると、QlimaxとDefqon.1がある。

### Qlimax

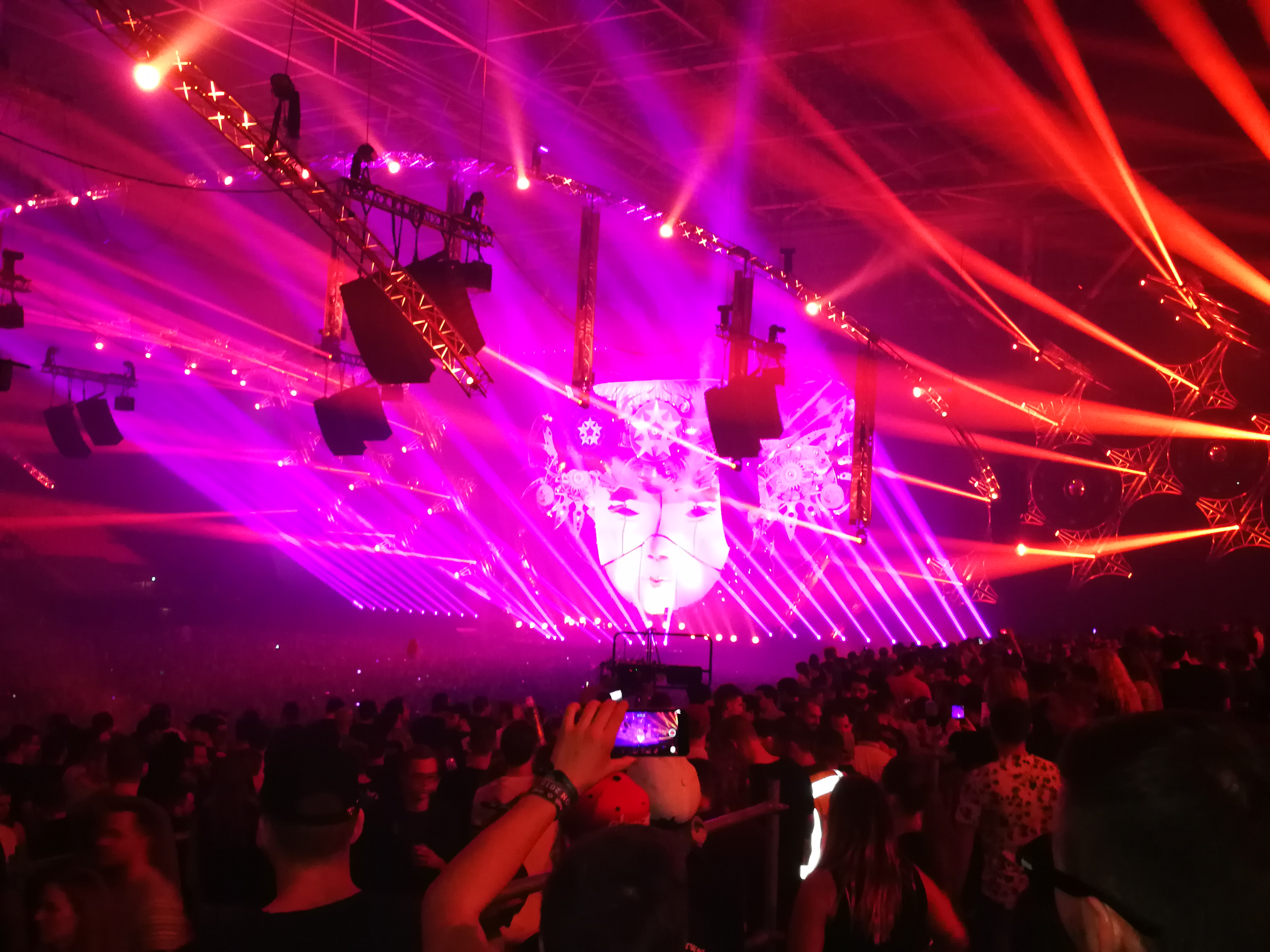
Qlimax 2018 のメインステージ

Qlimax は2000年から現在まで毎年11月に、Q-Danceによって開催されており、ハードフェスで一番広いと言われている屋内フェスティバルである。毎年3万５千人といった数多くの愛好者がフェスに参加している。
第一回目では、アーミン・ヴァン・ビューレンが参加していた。
最近ではハードスタイルを代表とするアーティスト（Headhunterz、Sound Rush、…）が会場のブースを回している。

### Defqon.1

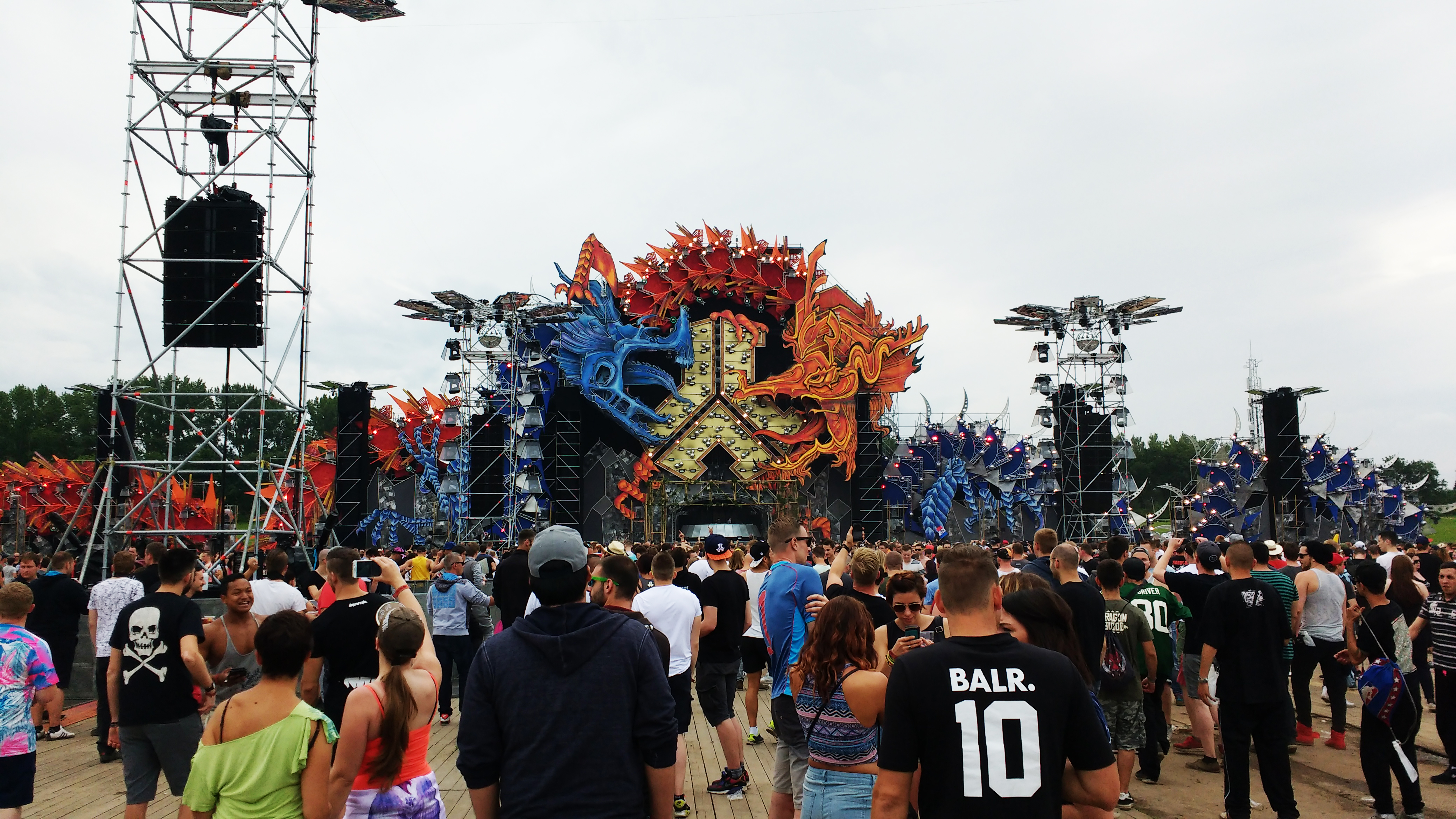
Defqon.1 2016 のメインステージ

Defqon.1 は2003年から毎年6月にQlimaxと同様、Q-Danceによって開催されている。このイベントはハードフェスの中で最も演出が驚異的と言える位派手であり、参加者の規模も並外れと言われている（2019年度には七万八千人の参加者を記録した）。

## 主なアーティスト
- Adaro
- Atmozfears
- Bass Modulators
- Code Black
- Coone
- C.R.C.5150
- D-Block & S-te-Fan
- Da Tweekaz
- D-Sturb
- Firelite
- Frontliner
- Hard Driver
- Headhunters
- Max Enforcer
- Noisecontrollers
- Psyko Punkz
- Radical Redemption
- Ran-D
- Rebelion
- Refuzion
- RiraN
- Rooler
- Sickmode
- Sub Zero Project
- TNT
- Vertile
- Wasted Penguinz
- Wildstylez
- Zatox
- Massive New Krew
- anubasu-anubasu
- BCM
- U1-ASAMI
- Yuta Imai

そのほか多数